# Утренняя звезда (телепередача)
Утренняя звезда — советская и российская программа, выходившая на «Первом канале» со 2 марта 1991 по 16 ноября 2002 года, и на канале ТВЦ с 7 декабря 2002 по 3 августа 2003 года. В этой передаче раскрывались юные таланты в области музыки. Конкурс среди детей, для участия в программе, проходил практически во всех регионах России. За всё время существования «Утренней звезды», в отборе приняли участие около 80 тысяч детей. Передача выходила по воскресеньям утром. Осенью 2002 года она была закрыта на «Первом канале» и переехала на ТВЦ. В 1992 году также выходила по пятницам ночью под названием «Утренняя звезда в ночном эфире».

## Певцы и коллективы, которые впервые выступили на Утренней звезде
- Лицей (12.12.1991)[2]
- Алексей Чумаков (1994)
- Ани Лорак (1995)
- Валерия (1992)[3]
- Сона (1992)
- Юлия Началова (1991—1992)[3]
- Сергей Лазарев (1997)[3]
- Влад Топалов[3]
- Тату[3]
- Пелагея (1996)[3]
- Зара (1997)[4]
- Нелли Чобану (1994)
- Сергей Чумаков (1991)
- Евгения Отрадная (1994—1995)
- Юлия Малиновская
- Непоседы
- Прохор Шаляпин (Андрей Захаренков) (1996)[5]
- Елена Терлеева (2000)
- Сабина (1992)
- Астемир Апанасов (2003)
- Алсу
- Рок-Острова
- Алина Гросу
- Иван Чабанов (Ванятка)
- Анжелика Варум (1991)[6]
- Юлия Пересильд
- Александр Альберт (1998)
- Кирилл Туриченко (1994)
- Дарья Храмова (2000)

## Правила
По словам Юрия Николаева, изначально детей для передачи искали по записным книжкам и отыскивали среди знакомых. Позднее, когда программа набрала популярность, на неё стали присылать аудио- и видеоматериалы с талантливыми детьми.
В конкурсе участвовало по два исполнителя. Участники делились на четыре жанра: вокальный жанр (возраст от 3 до 15 лет), танцевальный жанр (возраст от 15 до 22 лет), вокальный жанр (возраст от 15 до 22 лет) и танцевальный жанр (возраст от 3 до 15 лет). Выступления участников оценивали члены жюри из четырёх человек. Оценка проводилась по 5-балльной системе, затем ведущие из этих оценок подсчитывали сумму баллов, полученную участниками конкурса. Участник, получивший наибольшую сумму проходил в следующий тур, участник набравший меньшее количество баллов выбывал из конкурса. Если участники набрали одинаковую сумму баллов, то ведущий просил конкурсантов поочерёдно спеть куплет из песни или станцевать фрагмент из танца. Затем обращался к членам жюри с просьбой пересчитать оценки участников. Если после пересчёта сумма баллов была одинаковая, то в следующий тур проходили оба участника. Также в 1991—1992 году в программе существовал конкурс телеведущих среди девушек. В этом конкурсе ведущий Юрий Николаев выбирал участниц не на роль своих соведущих, а на претендентов, которые смогут работать в телеэфире. Сначала на экранах, установленных в зале показывался видеоклип участницы, а затем участница выходила на сцену в сопровождении ведущего. Затем проходила краткая беседа (обычно участницы отвечали на вопросы ведущего), после чего жюри выставляло оценки каждой из участниц.
Также проводился конкурс «Фристайл», который вела Мария Богданова. После смены партнёрши у Юрия Николаева конкурс был отменён. Также программа совместно с фондом «Новые имена» проводила конкурс юных исполнителей классической музыки, который оценивался так же, как и эстрадный. С 1993 года в программе изменились декорации. Исчезли экраны, а вместо них появился нотный стан. Изменились и правила конкурса. Участник, набравший большую сумму баллов, подходил к нотному стану и с помощью нот с цифрами выбирал себе соперника, с которым ему предстояло выступить в следующем туре. Также детский вокальный жанр разделился на две категории: от 3 до 9 лет и от 9 до 15 лет и добавился фольклорный конкурс.

## Закрытие
В 2002 году гендиректор «Первого канала» Константин Эрнст, несмотря ни на какие уговоры Юрия Николаева, снял с эфира «Утреннюю звезду», которая, по его мнению, могла помешать зрителю воспринимать новый и более современный проект «Фабрика звёзд». Программа переехала на телеканал ТВЦ, где выходила год, но уже с меньшей продолжительностью и меньшим размером сцены. Последний выпуск передачи вышел 3 августа 2003 года.
3 октября 2016 года было объявлено о возобновлении программы и был открыт сайт конкурса. Теперь для допуска на полуфинал необходимо набрать большинство голосов зарегистрированных пользователей Интернета. Были добавлены новые номинации: кино, фристайл и семья.

## Критика
Народный артист СССР, известный пианист Николай Петров в интервью «Новой газете» так высказался о передаче:
«Утренняя звезда», на мой взгляд, — одна из мерзейших программ нашего телевидения. Маленькие детки семи лет вынуждены изгаляться под Моисеева и Пугачёву. Мне становится жалко этих детей и их родителей…

Автор многих популярных детских программ Сергей Супонев сказал следующее:
«Утренняя звезда» кишит детьми, как лягушатами, но она не является детской программой. Это программа для старых бабок, которые, не обладая ни вкусом, ни современным пониманием музыки, просто умиляются на детей в смокингах и галстучках, поющих известные песни эстрадных звёзд.